# U-19-Fußball-Europameisterschaft der Frauen
Die UEFA U-19 Europameisterschaft der Frauen (englisch: UEFA Women's UNDER19 Championship) ist ein Wettbewerb für europäische Nationalmannschaften für Frauen unter 19 Jahren. Der Wettbewerb, der durch die UEFA organisiert wird, wird seit 1997 jährlich in Turnierform ausgespielt. Aktueller Titelträger und Rekordsieger ist Spanien. Außerdem dient der Wettbewerb alle zwei Jahre als Qualifikation zur U-20-Weltmeisterschaft.

## Geschichte

Logo bis 2012

Anfangs lag die Altersgrenze des Wettbewerbs bei 18 Jahren. Die erste Ausgabe des Wettbewerbs wurde ohne Endturnier ausgespielt. Ab dem Viertelfinale wurden die Runden in Hin- und Rückspiel ausgetragen. 1999 wurde erstmals ein Endturnier ausgetragen. Die vier qualifizierten Mannschaften spielten im Ligasystem gegeneinander. Die punktbeste Mannschaft wurde Europameister. Schweden wurde dank des besseren direkten Vergleichs gegen Deutschland Europameister. Ein Jahr später spielten die zwei erstplatzierten Mannschaften ein Finale aus. 2001 spielten die vier Mannschaften im K.-o.-System den Europameister aus. Seit 2002 wird das Endturnier im heutigen Modus durchgeführt. Ebenfalls seit 2002 gilt die Altersgrenze von 19 statt zuvor 18 Jahren. Rekordeuropameister ist Deutschland mit sechs Titeln.

## Modus
Der Wettbewerb wird in drei Phasen ausgetragen. Zunächst gibt es zwei Qualifikationsrunden. Die stärksten Nationen werden für die zweite Qualifikationsrunde gesetzt. In jeder Qualifikationsrunde werden Gruppen zu je vier Mannschaften gebildet, von denen eine Nation als Ausrichter fungiert. Innerhalb der Gruppen spielt jede Mannschaft einmal gegen jede andere.
Aktuell gilt folgender Modus:  Die gemeldeten Nationalmannschaften werden auf elf Gruppen zu je vier Mannschaften aufgeteilt. Die Gruppensieger und -zweiten erreichen automatisch die 2. Qualifikationsrunde. Dazu kommen die zwei besten Gruppendritten. Für die Ermittlung der besten Gruppendritten werden allerdings nur die jeweiligen Ergebnisse gegen die Gruppensieger und -zweiten herangezogen. Die 24 qualifizierten Mannschaften werden in der 2. Qualifikationsrunde auf sechs Gruppen zu je vier Mannschaften aufgeteilt. Die sechs Gruppensieger und der beste Gruppenzweite sind neben dem Gastgeber für die Endrunde qualifiziert.
Die acht Teilnehmer der Endrunde werden auf zwei Gruppen zu je vier Mannschaften aufgeteilt. Innerhalb der Gruppe spielt jede Mannschaft einmal gegen jede andere. Die zwei punktbesten Mannschaften erreichen das Halbfinale. Dort spielt der Sieger der Gruppe A gegen den Zweiten der Gruppe B und umgekehrt. Die Halbfinalsieger bestreiten schließlich das Finale.

## Erstteilnehmer der Endrunden
Bei den 26 bislang ausgetragenen Endrundenen gab es insgesamt 31 unterschiedliche Teilnehmer. Die nachfolgende Übersicht zeigt, bei welcher Endrunde welches Land erstmals teilnahm:
| Jahr | Erstteilnehmer              | Erstteilnehmer              | Erstteilnehmer              | Erstteilnehmer              |
| ---- | --------------------------- | --------------------------- | --------------------------- | --------------------------- |
| 1998 | keine Endrunde              | keine Endrunde              | keine Endrunde              | keine Endrunde              |
| 1999 | Deutschland                 | Italien                     | Norwegen                    | Schweden                    |
| 2000 | Frankreich                  | Spanien                     |                             |                             |
| 2001 | Dänemark                    |                             |                             |                             |
| 2002 | England                     | Schweiz                     |                             |                             |
| 2003 | Niederlande                 |                             |                             |                             |
| 2004 | Finnland                    | Russland                    |                             |                             |
| 2005 | Schottland                  | Ungarn                      |                             |                             |
| 2006 | Belgien                     |                             |                             |                             |
| 2007 | Island                      | Polen                       |                             |                             |
| 2008 | kein erstmaliger Teilnehmer | kein erstmaliger Teilnehmer | kein erstmaliger Teilnehmer | kein erstmaliger Teilnehmer |
| 2009 | Belarus                     |                             |                             |                             |
| 2010 | Mazedonien                  |                             |                             |                             |
| 2011 | kein erstmaliger Teilnehmer | kein erstmaliger Teilnehmer | kein erstmaliger Teilnehmer | kein erstmaliger Teilnehmer |
| 2012 | Portugal                    | Rumänien                    | Serbien                     | Türkei                      |
| 2013 | Wales                       | Wales                       | Wales                       | Wales                       |
| 2014 | Irland                      | Irland                      | Irland                      | Irland                      |
| 2015 | Israel                      | Israel                      | Israel                      | Israel                      |
| 2016 | Slowakei                    | Österreich                  |                             |                             |
| 2017 | Nordirland                  |                             |                             |                             |
| 2018 | kein erstmaliger Teilnehmer | kein erstmaliger Teilnehmer | kein erstmaliger Teilnehmer | kein erstmaliger Teilnehmer |
| 2019 | kein erstmaliger Teilnehmer | kein erstmaliger Teilnehmer | kein erstmaliger Teilnehmer | kein erstmaliger Teilnehmer |
| 2022 | Tschechien                  | Tschechien                  | Tschechien                  | Tschechien                  |
| 2013 | kein erstmaliger Teilnehmer | kein erstmaliger Teilnehmer | kein erstmaliger Teilnehmer | kein erstmaliger Teilnehmer |
| 2024 | Litauen                     | Litauen                     | Litauen                     | Litauen                     |
| 2025 | kein erstmaliger Teilnehmer | kein erstmaliger Teilnehmer | kein erstmaliger Teilnehmer | kein erstmaliger Teilnehmer |

## Die Turniere im Überblick
| Deutschland | Schweden |

| England | Dänemark |

| England | Schweden |

| Italien | Russland |

| Deutschland | Finnland |

| Russland | Dänemark |

| Frankreich | Norwegen |

| Schweden | Deutschland |

| Schweiz | Frankreich |

| Deutschland | Niederlande |

| Schweiz | Italien |

| Dänemark | Portugal |

| Deutschland | Finnland |

| Irland | Norwegen |

| Deutschland | Frankreich |

| Schweiz | Niederlande |

| Niederlande | Deutschland |

| Dänemark | Norwegen |

| Spanien | Niederlande |

|  |  |

|  |  |

| Schweden | Frankreich |

| Niederlande | Frankreich |

| England | Frankreich |

| Italien | Portugal |

|  |  |

|  |  |

### Rangliste der Sieger
| Rang | Land        | Titel | Jahr(e)                                  |
| ---- | ----------- | ----- | ---------------------------------------- |
| 1    | Spanien     | 7     | 2004, 2017, 2018, 2022, 2023, 2024, 2025 |
| 2    | Deutschland | 6     | 2000, 2001, 2002, 2006, 2007, 2011       |
| 3    | Frankreich  | 5     | 2003, 2010, 2013, 2016, 2019             |
| 4    | Schweden    | 3     | 1999, 2012, 2015                         |
| 5    | Dänemark    | 1     | 1998                                     |
|      | England     | 1     | 2009                                     |
|      | Italien     | 1     | 2008                                     |
|      | Niederlande | 1     | 2014                                     |
|      | Russland    | 1     | 2005                                     |

## Ewige Endrundentabelle
Die Ewige Tabelle listet nach Ländern sortiert die Ergebnisse aller Spiele bei den Endrunden der U-19-Europameisterschaft auf. Ein Sieg gibt drei Punkte. Spiele, die im Elfmeterschießen entschieden wurden, zählen als Unentschieden. Nicht berücksichtigt sind die Ergebnisse der Europameisterschaft 1998, da damals keine Endrunde stattfand.
Stand: 2019
| Rang | Land        | Teiln. | Spiele | Siege | Remis | Niedl. | Tore   | Diff. | Punkte |
| ---- | ----------- | ------ | ------ | ----- | ----- | ------ | ------ | ----- | ------ |
| 1    | Deutschland | 19     | 77     | 55    | 8     | 14     | 196:64 | +132  | 173    |
| 2    | Frankreich  | 16     | 69     | 39    | 11    | 19     | 130:84 | +46   | 128    |
| 3    | Spanien     | 16     | 63     | 33    | 4     | 26     | 97:71  | +26   | 103    |
| 4    | Norwegen    | 15     | 53     | 19    | 12    | 22     | 70:79  | −9    | 69     |
| 5    | England     | 13     | 51     | 20    | 8     | 23     | 69:64  | +5    | 68     |
| 6    | Schweden    | 11     | 41     | 16    | 12    | 13     | 53:54  | −1    | 60     |
| 7    | Niederlande | 9      | 33     | 16    | 4     | 13     | 67:41  | +26   | 52     |
| 8    | Dänemark    | 8      | 27     | 13    | 1     | 13     | 26:27  | −1    | 40     |
| 9    | Italien     | 8      | 28     | 10    | 5     | 13     | 44:49  | −5    | 35     |
| 10   | Schweiz     | 8      | 28     | 11    | 2     | 15     | 47:58  | −11   | 35     |
| 11   | Russland    | 4      | 16     | 7     | 3     | 6      | 29:35  | −6    | 24     |
| 12   | Finnland    | 3      | 11     | 3     | 2     | 6      | 11:22  | −11   | 11     |
| 13   | Irland      | 1      | 4      | 3     | 0     | 1      | 5:6    | −1    | 9      |
| 14   | Schottland  | 6      | 19     | 1     | 2     | 16     | 15:59  | −44   | 5      |
| 15   | Portugal    | 1      | 4      | 1     | 1     | 2      | 1:2    | −1    | 4      |
| 16   | Türkei      | 1      | 3      | 0     | 2     | 1      | 1:2    | −1    | 2      |
| 17   | Rumänien    | 1      | 3      | 0     | 1     | 2      | 1:3    | −2    | 1      |
| 18   | Polen       | 1      | 3      | 0     | 1     | 2      | 1:7    | −6    | 1      |
| 19   | Nordirland  | 1      | 3      | 0     | 1     | 2      | 1:9    | −8    | 1      |
| 20   | Slowakei    | 1      | 3      | 0     | 1     | 2      | 0:12   | −12   | 1      |
| 21   | Island      | 2      | 6      | 0     | 1     | 5      | 4:17   | −13   | 1      |
| 22   | Belgien     | 4      | 9      | 0     | 1     | 9      | 5:29   | −24   | 1      |
| 23   | Serbien     | 1      | 3      | 0     | 0     | 3      | 1:8    | −7    | 0      |
|      | Ungarn      | 1      | 3      | 0     | 0     | 3      | 1:8    | −7    | 0      |
| 25   | Wales       | 1      | 3      | 0     | 0     | 3      | 0:7    | −7    | 0      |
| 26   | Israel      | 1      | 3      | 0     | 0     | 3      | 1:9    | −8    | 0      |
| 27   | Österreich  | 1      | 3      | 0     | 0     | 3      | 1:11   | −10   | 0      |
| 28   | Belarus     | 1      | 3      | 0     | 0     | 3      | 1:16   | −15   | 0      |
| 29   | Mazedonien  | 1      | 3      | 0     | 0     | 3      | 1:19   | −18   | 0      |

## Torschützenköniginnen / Auszeichnungen
| Jahr        | Spielerin               | Tore |
| ----------- | ----------------------- | ---- |
| 1999        | Helena Hasselberg       | 2    |
| 2000        | Laura del Río García    | 7    |
| 2001        | Marie Knutsen           | 2    |
| 2001        | Petra Wimbersky         | 2    |
| 2002        | Claire Morel            | 4    |
| 2002        | Barbara Müller          | 4    |
| 2003        | Shelley Thompson        | 4    |
| 2004        | Anja Mittag             | 6    |
| 2005        | Jelena Danilowa         | 9    |
| 2006        | Jelena Danilowa         | 7    |
| 2007        | Marie-Laure Delie       | 3    |
| 2007        | Fanndís Friðriksdóttir  | 3    |
| 2007        | Ellen White             | 3    |
| 2008        | Marie Pollmann          | 4    |
| 2009        | Sofia Jakobsson         | 5    |
| 2010        | Turid Knaak             | 4    |
| 2010        | Lieke Martens           | 4    |
| 2011        | Melissa Bjånesøy        | 7    |
| 2012        | Elin Rubensson          | 5    |
| 2013        | Pauline Bremer          | 6    |
| 2014        | Vivianne Miedema        | 6    |
| 2015        | Stina Blackstenius      | 6    |
| 2016        | Marie-Antoinette Katoto | 6    |
| 2017        | Patricia Guijarro       | 5    |
| 2018        | Paulina Krumbiegel      | 2    |
| 2019        | Melvine Malard          | 4    |
| 2022        | Nicole Arcangeli        | 5    |
| 2023        | Louna Ribadeira         | 4    |
| 2024        | Nina Matejić            | 5    |
| 2025        | Liana Joseph            | 4    |
| Rekordmarke |                         |      |

| Jahr                           | Goldene Spielerin                      |
| ------------------------------ | -------------------------------------- |
| 2003                           | Sarah Bouhaddi                         |
| 2004                           | Anja Mittag                            |
| 2005                           | Jelena Danilowa                        |
| 2006                           | Isabel Kerschowski Monique Kerschowski |
| 2007                           | Fern Whelan                            |
| 2008                           | Sara Gama                              |
| 2009                           | Ramona Bachmann                        |
| 2010                           | Nataša Andonova                        |
| 2011                           | Ramona Petzelberger                    |
| 2012                           | Elin Rubensson                         |
| 2013                           | Sandie Toletti                         |
| 2014                           | Vivianne Miedema                       |
| 2015                           | Stina Blackstenius                     |
| 2016                           | Marie-Antoinette Katoto                |
| 2017                           | Patricia Guijarro                      |
| 2018                           | k. A.                                  |
| 2019                           | k. A.                                  |
| 2022                           | k. A.                                  |
| Jahr                           | Spielerin des Turniers                 |
| 2023                           | Louna Ribadeira                        |
| 2024                           | Daniela Agote                          |
| 2025                           | Maeline Mendy                          |
| Spielerin auch Europameisterin |                                        |

Beste Torschützin in Qualifikation und Endrunde: Jelena Danilowa (Russland) 33 Tore

## Varia
| Turnier               | Orte | Stadien | Meldungen 1 | Teams | Spiele | Tore | ø | Zuschauer | Zuschauer ø | Gelbe Karten | ø | Gelb-Rote Karten                                                                                                  | ø | Platzverweise/Rote Karten                                                                                         | ø |
| --------------------- | ---- | ------- | ----------- | --- | --- | --- | --- | --- | --- | --- | --- | --- | --- | --- | --- |
| 1998                  |      |         | 26          | Keine Endrunde in einem Land. Finalrunde der besten 8 Mannschaften mit Hin- und Rückspielen ab dem Viertelfinale. | Keine Endrunde in einem Land. Finalrunde der besten 8 Mannschaften mit Hin- und Rückspielen ab dem Viertelfinale. | Keine Endrunde in einem Land. Finalrunde der besten 8 Mannschaften mit Hin- und Rückspielen ab dem Viertelfinale. | Keine Endrunde in einem Land. Finalrunde der besten 8 Mannschaften mit Hin- und Rückspielen ab dem Viertelfinale. | Keine Endrunde in einem Land. Finalrunde der besten 8 Mannschaften mit Hin- und Rückspielen ab dem Viertelfinale. | Keine Endrunde in einem Land. Finalrunde der besten 8 Mannschaften mit Hin- und Rückspielen ab dem Viertelfinale. | Keine Endrunde in einem Land. Finalrunde der besten 8 Mannschaften mit Hin- und Rückspielen ab dem Viertelfinale. | Keine Endrunde in einem Land. Finalrunde der besten 8 Mannschaften mit Hin- und Rückspielen ab dem Viertelfinale. | Keine Endrunde in einem Land. Finalrunde der besten 8 Mannschaften mit Hin- und Rückspielen ab dem Viertelfinale. | Keine Endrunde in einem Land. Finalrunde der besten 8 Mannschaften mit Hin- und Rückspielen ab dem Viertelfinale. | Keine Endrunde in einem Land. Finalrunde der besten 8 Mannschaften mit Hin- und Rückspielen ab dem Viertelfinale. | Keine Endrunde in einem Land. Finalrunde der besten 8 Mannschaften mit Hin- und Rückspielen ab dem Viertelfinale. |
| 1999                  | 3    | 3       | 28          | 4 | 6 | 13 | 2,17 | | | | | | | | |
| 2000                  | 2    | 2       | 34          | 4 | 7 | 25 | 3,57 | | | | | | | | |
| 2001                  | 3    | 3       | 33          | 4 | 4 | 9 | 2,25 | | | | | | | | |
| 2002                  | 7    | 7       | 35          | 8 | 15 | 42 | 2,80 | | | | | | | | |
| 2003                  | 10   | 10      | 37          | 8 | 15 | 53 | 3,53 | | | | | | | | |
| 2004                  | 5    | 5       | 39          | 8 | 15 | 56 | 3,73 | 7.280 | 485 | | | | | | |
| 2005                  | 4    | 4       | 43          | 8 | 216 2 | 64 | 4,00 | 12.740 | 796 | | | | | | |
| 2006                  | 6    | 6       | 44          | 8 | 15 | 39 | 2,60 | 14.773 | 985 | | | | | | |
| 2007                  | 4    | 7       | 45          | 8 | 15 | 45 | 3,00 | 4.332 | 289 | | | | | | |
| 2008                  | 7    | 7       | 45          | 8 | 15 | 41 | 2,73 | 14.185 | 946 | | | | | | |
| 2009                  | 3    | 5       | 46          | 8 | 15 | 50 | 3,33 | 41.544 | 2.770 | | | | | | |
| 2010                  | 2    | 4       | 46          | 8 | 15 | 57 | 3,80 | | | 22 | 1,47 | 0 | 0,00 | 1 | 0,07 |
| 2011                  | 4    | 4       | 46          | 8 | 15 | 54 | 3,60 | | | 25 | 1,67 | 0 | 0,00 | 0 | 0,00 |
| 2012                  | 1    | 3       | 44          | 8 | 15 | 26 | 1,73 | | | 19 | 1,27 | 0 | 0,00 | 1 | 0,07 |
| 2013                  | 3    | 4       | 44          | 8 | 15 | 40 | 2,67 | 7.798 | 520 | 28 | 1,87 | 0 | 0,00 | 1 | 0,07 |
| 2014                  | 6    | 6       | 48          | 8 | 15 | 36 | 2,40 | | | 22 | 1,47 | 0 | 0,00 | 1 | 0,07 |
| 2015                  | 4    | 4       | 48          | 8 | 15 | 39 | 2,60 | 18.603 | 1.240 | 19 | 1,27 | 1 | 0,07 | 0 | 0,00 |
| 2016                  | 4    | 4       | 47          | 8 | 15 | 55 | 3,67 | 9.902 | 660 | 21 | 1,40 | 0 | 0,00 | 1 | 0,07 |
| 2017                  | 4    | 4       | 48          | 8 | 216 2 | 52 | 3,25 | 18.438 | 1.152 | 24 | 1,50 | 2 | 0,13 | 0 | 0,00 |
| 2018                  | 4    | 4       | 49          | 8 | 15 | 33 | 2,20 | | | 28 | 1,87 | 0 | 0,00 | 0 | 0,00 |
| 2019                  | 4    | 4       | 51          | 8 | 15 | 49 | 3,27 | | | | | | | | |
| 2022                  | 4    | 4       | 52          | 8 | 15 | 42 | 2,80 | | | 37 | 2,47 | 1 | 0,07 | 0 | 0,00 |
| 2023                  | 3    | 4       | 52          | 8 | 15 | 47 | 3,13 | 15.149 | 1.010 | 45 | 3,00 | 0 | 0,00 | 0 | 0,00 |
| 2024                  | 3    | 3       | 51          | 8 | 15 | 47 | 3,13 | | | 43 | 2,87 | 2 | 0,13 | 0 | 0,00 |
| 2025                  | 4    | 4       | 52          | 8 | 15 | 47 | 3,13 | 9.713 | 648 | 47 | 3,13 | 0 | 0,00 | 0 | 0,00 |
| Jeweilige Rekordmarke |      |         |             | | | | | | | | | | | | |